# Temoaya, México
Temoaya là một đô thị thuộc bang México, México. Năm 2005, dân số của đô thị này là 77714 người.